# Kweku Adoboli
Kweku Adoboli (21 de mayo de 1980) es un ghanés gestor de inversiones y ex corredor de bolsa. Fue condenado por negociar ilegalmente US $ 2 mil millones ( GB £ 1.3 mil millones) como comerciante del banco de inversión suizo. Mientras estuvo en el banco, trabajó principalmente en el equipo de negociación global de acciones sintéticas de banco UBS en Londres, donde participó en lo que más tarde se conocería como el escándalo del UBS de 2011. Después de cumplir una sentencia de prisión, perdió varias apelaciones contra la decisión del Ministerio del Interior de deportarlo a su país de origen. 

## Biografía
Kweku Adoboli nació el 21 de mayo de 1980 en Tema , Ghana, hijo de John Adoboli, un alto funcionario de las Naciones Unidas. Debido a los problemas de seguridad de su país, pasó sus primeros años en Israel, Siria e Irak, antes de mudarse al Reino Unido en 1991. Asistió a la Escuela Ackworth en Pontefract , West Yorkshire, donde fue director . En 2000, después de terminar la escuela, comenzó a leer Ingeniería Química en la Universidad de Nottingham , pero cambió a Comercio Electrónico y Estudios de Negocios Digitales. En 2000, fue elegido Director de Comunicaciones del Sindicato de Estudiantes de la Universidad de Nottingham . A mediados de 2002, Adoboli trabajó como pasante de verano en el departamento de operaciones de UBS. Se graduó de Nottingham en julio de 2003. 

## Carrera
Adoboli se incorporó a la oficina de UBS en Londres como aprendiz en septiembre de 2003. Después de trabajar durante dos años como analista de operaciones en la oficina administrativa del banco, fue ascendido a una mesa de operaciones de Delta One. En 2008, se convirtió en director en el escritorio de Fondo cotizado, y en el 2010, fue ascendido a director, con un salario anual total de casi 200.000 libras esterlinas. A partir de 2008, Adoboli comenzó a utilizar el dinero del banco para operaciones no autorizadas. Ingresó información falsa en las computadoras de UBS para ocultar las operaciones de riesgo que estaba haciendo. Excedió el límite diario de operaciones por empleado del banco de US $ 100 millones y no pudo cubrir sus operaciones contra el riesgo. También usó sus fondos personales en dos cuentas de apuestas con margen, IG Index y City Index , donde perdió alrededor de £ 100,000. A mediados de 2011, UBS inició una investigación interna sobre las operaciones de Adoboli. El 14 de septiembre de 2011, Adoboli escribió un correo electrónico a su gerente admitiendo haber reservado operaciones falsas. Sus operaciones le costaron al banco $ 2 mil millones (£ 1.3 mil millones) y borraron $ 4.5 mil millones (£ 2.7 mil millones) del precio de sus acciones. Las pérdidas comerciales en las que incurrió mientras negociaba para su banco fueron las mayores pérdidas comerciales no autorizadas en la historia británica.

## Cargos y condena
El 15 de septiembre de 2011, Adoboli fue arrestado por la policía de la ciudad de Londres . Fue acusado de dos cargos de fraude por abuso de cargo y cuatro cargos de contabilidad falsa. Estuvo en prisión preventiva hasta el 8 de junio de 2012, cuando se le concedió la libertad bajo fianza a condición de que  lo pusieran bajo toque de queda en casa de un amigo. En la mañana del 20 de noviembre de 2012, un jurado del Tribunal de la Corona de Southwark declaró por unanimidad a Adoboli culpable del cargo de fraude. Más tarde, ese mismo día, después de recibir una instrucción que permitía una decisión mayoritaria con un solo voto en contra, el jurado lo declaró culpable de un segundo cargo de fraude. El jurado también lo declaró inocente de otros cuatro cargos de contabilidad falsa que se le acusaban. Fue condenado a siete años de prisión. La policía de la ciudad de Londres dijo: "Este fue el mayor fraude del Reino Unido, cometido por uno de los estafadores más sofisticados con los que se haya encontrado la policía de la ciudad de Londres". 